# Divinely Uninspired to a Hellish Extent
Singles
1. Bruises
Sortie : 16 mai 2017
2. Grace
Sortie : 21 septembre 2018
3. Someone You Loved
Sortie : 8 novembre 2018
4. Hold Me While You Wait
Sortie : 3 mai 2019
5. Before You Go
Sortie : 19 novembre 2019

Divinely Uninspired to a Hellish Extent (littéralement « Divinement peu inspiré dans une mesure infernale ») est le premier album studio de l'auteur-compositeur-interprète écossais Lewis Capaldi. Il est sorti le 17 mai 2019 sous les labels Vertigo Records en Europe, Capitol Records aux États-Unis, et Universal Music dans le reste du monde. Il contient les singles Grace, Someone You Loved et Hold Me While You Wait, les deux premiers étant déjà sortis dans son EP Breach en 2018. Lewis Capaldi est parti en tournée mondiale pour la promotion de l'album à partir de mai 2019 ; l'édition étendue de l'album, sortie en novembre 2019, contient également le single Before You Go.
L'album a atteint la première place des charts britanniques et des charts irlandais, devenant l'album le plus rapidement vendu de l'année dans ces pays. Il a été certifié disque d'or au Royaume-Uni deux semaines après sa sortie.

## Genèse

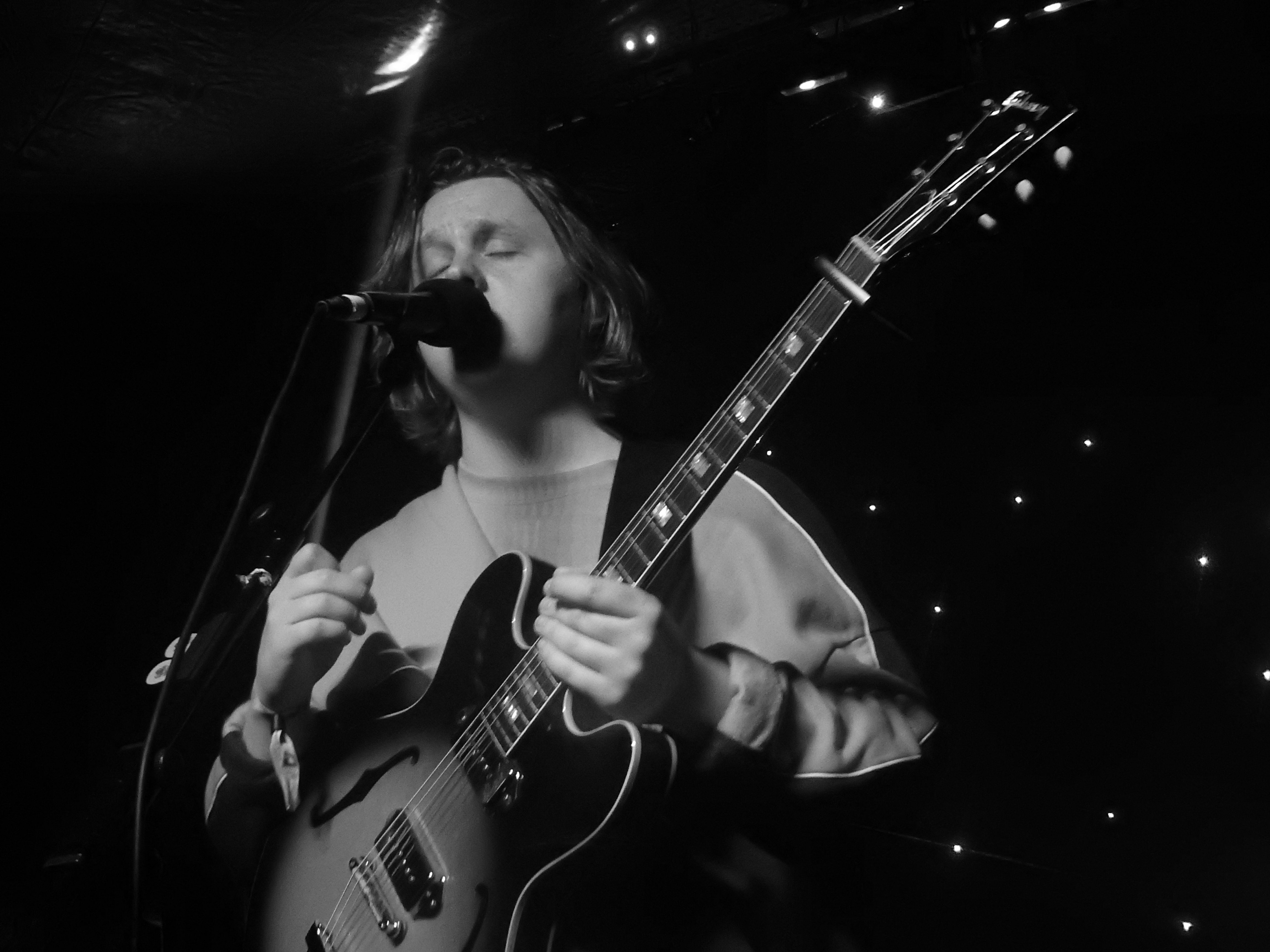
Lewis Capaldi en 2018.

Lors de l'annonce de l'album, Lewis Capaldi déclare : « Tout le monde vous dit toujours à quel point c'est génial d'enregistrer son premier album et qu'ils se souviendront toujours du « processus » avec plaisir. Je m'en souviendrai comme d'un moment extrêmement stressant, qui a réussi à être en même temps extrêmement ennuyeux ». Il ajoute qu'il aime « développer les chansons », mais qu'il n'apprécie pas de réenregistrer la guitare et de passer beaucoup de temps au mixage. Il plaisante aussi en disant qu'en sortant son premier album, il ne pensait pas lui donner « un nom aussi stupide que celui que j'ai donné, mais voilà ». Selon MTV, il « pourrait gagner le Meilleur titre d'album 2019 ».

## Succès commercial
Divinely Uninspired to a Hellish Extent est devenu le second album le plus rapidement vendu de l'année en Irlande, trois jours après sa sortie. L'album a pris la première place des charts irlandais avec 6 389 unités vendues (ventes physiques, streaming et téléchargement). Il est ensuite devenu l'album le plus rapidement vendu de l'année et de la décennie (avec 2 100 unités vendues de plus que le premier album de Billie Eilish, When We All Fall Asleep, Where Do We Go?), et même le quatrième album le plus rapidement vendu de tous les temps dans le pays. Il est resté numéro un des ventes pendant quatre semaines au total.
Au Royaume-Uni, il est resté cinq semaines en tête des ventes. Deux semaines seulement après sa sortie, il est certifié disque d'or, avant de devenir disque de platine deux mois plus tard. Il est revenu en tête des ventes au Royaume-Uni lors de la première semaine de l'année 2020, et n'en a jamais quitté le Top 10 pendant 45 semaines depuis sa sortie, ce qui en fait l'album ayant eu le plus de succès au premier trimestre 2020. Un an après sa sortie, Divinely Uninspired to a Hellish Extent redevient numéro un des ventes au Royaume-Uni et est certifié triple disque de platine.

## Accueil critique
Dans The Guardian, Ben Beaumont-Thomas déclare que « peu d'artistes ont autant de différence entre leur musique et leur personnalité publique » que Lewis Capaldi, qui dans ses chansons apparaît comme « un homme brisé en mille morceaux par une rupture ». Il décrit sa sincérité comme « attirante » et affirme qu'il y a « des chansons solidement écrites ici, et de la noblesse dans la pure sincérité des paroles » et décrit la musique comme « de la vilaine pop qui pleure, à pleine force ». Roisin O'Connor de The Independent parle de la voix de Lewis Capaldi comme « une puissance rocailleuse qui réussit à évoquer le charisme naturel du jeune homme de vingt-deux ans, même sur la plus pleurnicharde des ballades » et affirme que l'album « alterne entre les morceaux au piano et à la guitare, avec une production qui retient les moments bruts » ce qui « n'est pas l'album le plus audacieux (…) il s'agit plus de dévoiler les matériaux bruts avec lesquels Capaldi doit travailler ». Hayley Milross de The Line of Best Fit qualifie l'album de « début assuré et installé » et ajoute que même si Lewis Capaldi n'a pas « sorti un album qui relève de l'extraordinaire », c'est « un recueil de chansons d'amour poignantes qui sont honnêtes et sincères ».
Robin Murray, dans Clash, se demande pourquoi la musique de Lewis Capaldi est « si ennuyeuse » comparée à sa personnalité publique « hilarante ». Il affirme que l'album « n'est pas quelque chose que quiconque devrait détester. C'est bien produit, bien joué, et dans la plupart des cas bien écrit, mais hautement répétitif dans ses sujets à base de « il a dit, elle a dit » », en ajoutant que son « refus d'être détesté » est « peut-être son aspect le plus décourageant et le plus irritant ». Dans le New Musical Express, Jordan Bassett qualifie l'album de « ballades émotionnelles au piano » qui « contrastent fortement avec sa personnalité publique » et conclut qu'il est « un peu déconcertant qu'une star aussi charismatique puisse faire un album qui manque autant de personnalité, même si ses fans n'y trouveront rien à redire ».

## Liste des pistes
| 1.    | Grace                  | Lewis Capaldi, Nick Atkinson, Edd Holloway                                 | 3:03 |
| 2.    | Bruises                | Lewis Capaldi, James Earp                                                  | 3:38 |
| 3.    | Hold Me While You Wait | Lewis Capaldi, Jamie N Commons, Jamie Hartman                              | 3:26 |
| 4.    | Someone You Loved      | Lewis Capaldi, Samuel Romans, Thomas Barnes, Peter Kelleher, Benjamin Kohn | 3:02 |
| 5.    | Maybe                  | Lewis Capaldi, Nick Atkinson, Edd Holloway                                 | 3:30 |
| 6.    | Forever                | Lewis Capaldi, Joseph Janiak, Sean Douglas                                 | 3:30 |
| 7.    | One                    | Lewis Capaldi, Phil Cook, Tom Mann                                         | 2:59 |
| 8.    | Don't Get Me Wrong     | Lewis Capaldi, Jamie Hartman                                               | 3:33 |
| 9.    | Hollywood              | Lewis Capaldi, Callum Stewart, Philip Plested, Kane Parfitt                | 3:11 |
| 10.   | Lost On You            | Lewis Capaldi, David Sneddon, Anu Pillai                                   | 3:15 |
| 11.   | Fade                   | Lewis Capaldi, James Ryan Ho                                               | 4:04 |
| 12.   | Headspace              | Lewis Capaldi                                                              | 5:06 |
| 42:17 |                        |                                                                            |      |

| Version étendue | Version étendue        | Version étendue                                                             | Version étendue | Version étendue | Version étendue | Version étendue | Version étendue | Version étendue | Version étendue |
| No              | Titre                  | Auteur                                                                      | Durée           |                 |                 |                 |                 |                 |                 |
| --------------- | ---------------------- | --------------------------------------------------------------------------- | --------------- | --------------- | --------------- | --------------- | --------------- | --------------- | --------------- |
| 13.             | Before You Go          | Lewis Capaldi, Thomas Barnes, Philip Plested, Peter Kelleher, Benjamin Kohn | 3:36            |                 |                 |                 |                 |                 |                 |
| 14.             | Leaving My Love Behind | Lewis Capaldi, Andrew Frapton, Max Farrar                                   | 3:31            |                 |                 |                 |                 |                 |                 |
| 15.             | Let It Roll            | Lewis Capaldi, Nick Atkinson, Edd Holloway                                  | 3:39            |                 |                 |                 |                 |                 |                 |
| 53:03           |                        |                                                                             |                 |                 |                 |                 |                 |                 |                 |

| 16. | Someone You Loved (Live From Capitol Studio / 1 Mic 1 Take) |  |
| 17. | Bruises (Live Orchestral Version)                           |  |
| 18. | Bruises (Guitar Acoustic)                                   |  |

## Classements, certifications et récompenses
| Pays (2019-2020)                   | Meilleur classement |
| ---------------------------------- | ------------------- |
| Allemagne (Media Control AG)       | 7                   |
| Australie (ARIA)                   | 7                   |
| Autriche (Ö3 Austria Top 40)       | 6                   |
| Belgique (Flandre Ultratop)        | 6                   |
| Belgique (Wallonie Ultratop)       | 59                  |
| Canada (Canadian Albums)           | 5                   |
| Danemark (Tracklisten)             | 9                   |
| Écosse (OCC)                       | 1                   |
| États-Unis (Billboard 200)         | 20                  |
| Finlande (Suomen virallinen lista) | 17                  |
| France (SNEP)                      | 40                  |
| Irlande (IRMA)                     | 1                   |
| Italie (FIMI)                      | 17                  |
| Lituanie (LAIPA)                   | 7                   |
| Nouvelle-Zélande (RIANZ)           | 5                   |
| Norvège (VG-lista)                 | 1                   |
| Pays-Bas (Mega Album Top 100)      | 10                  |
| Tchéquie (IFPI)                    | 10                  |
| Royaume-Uni (UK Albums Chart)      | 1                   |
| Suède (Sverigetopplistan)          | 7                   |
| Suisse (Schweizer Hitparade)       | 3                   |

| Pays (2019)                  | Classement |
| ---------------------------- | ---------- |
| Belgique (Flandre Ultratop)  | 71         |
| Canada (Billboard)           | 42         |
| États-Unis Billboard 200     | 136        |
| Nouvelle-Zélande (RMNZ)      | 34         |
| Royaume-Uni (OCC)            | 1          |
| Suisse (Schweizer Hitparade) | 52         |

### Certifications
| Pays | Certifications | Unités certifiées/vendues |
| --- | -------------- | ------------------------- |
| Australie (ARIA) | Platine        | 70 000^                   |
| Canada (MC) | 2 × Platine    | 160 000*                  |
| Danemark (IFPI Danemark) | Platine        | 20 000^                   |
| France (SNEP) | Or             | 50 000‡                   |
| Italie (FIMI) | Platine        | 50 000‡                   |
| Nouvelle-Zélande (RMNZ) | 2 × Platine    | 30 000*                   |
| Norvège (IFPI Norvège) | 4 × Platine    | 80 000‡                   |
| Pays-Bas (NVPI) | Or             | 20 000‡                   |
| Royaume-Uni (BPI) | 5 × Platine    | 1 500 000^                |
| « * » représente les chiffres de vente, basés sur la certification uniquement. « ^ » représente les chiffres de vente en termes d’import-export, basés sur la certification uniquement. « ‡ » représente les chiffres de vente et de diffusion, basés sur la certification uniquement. |                |                           |

### Récompenses et nominations
| Année | Organisation | Catégorie/Récompense         | Résultat   | Ref.   |
| ----- | ------------ | ---------------------------- | ---------- | ------ |
| 2020  | Brit Awards  | Mastercard Album of the Year | Nomination | [ 59 ] |